# 長野県道417号信濃平停車場線
長野県道417号信濃平停車場線（ながのけんどう417ごう しなのたいらていしゃじょうせん）は、長野県飯山市を走る一般県道。

## 概要

### 路線データ
- 起点：飯山市常盤（飯山線信濃平駅）
- 終点：飯山市常盤（長野県道95号上越飯山線交点）

## 通過する自治体
- 飯山市

## 交差・接続する道路
- 長野県道95号上越飯山線 - 飯山市常盤（終点）